# Fundación Carlos Somigliana
La Fundación Carlos Somigliana (SOMI) es una entidad sin fines de lucro dedicada a la conducción del Teatro del Pueblo de Buenos Aires. En la actualidad, la fundación es presidida por el dramaturgo Roberto Cossa.

## Fundación y misión
Fue fundada en diciembre de 1990. Al ser una entidad sin fines de lucro, no interviene en el cobro de derechos ni ejerce funciones legales que sean competencia de la Sociedad General de Autores de la Argentina (ARGENTORES).
Su función es la investigación del oficio del autor y la divulgación de la obra dramática de los autores argentinos.
La Fundación Carlos Somigliana tiene a su cargo la dirección artística del Teatro del Pueblo. Es una institución destinada a estimular, a través de puestas en escena, talleres, seminarios, concursos, ediciones y cualquier otro medio a su alcance, al autor teatral argentino.